# Roger Cross

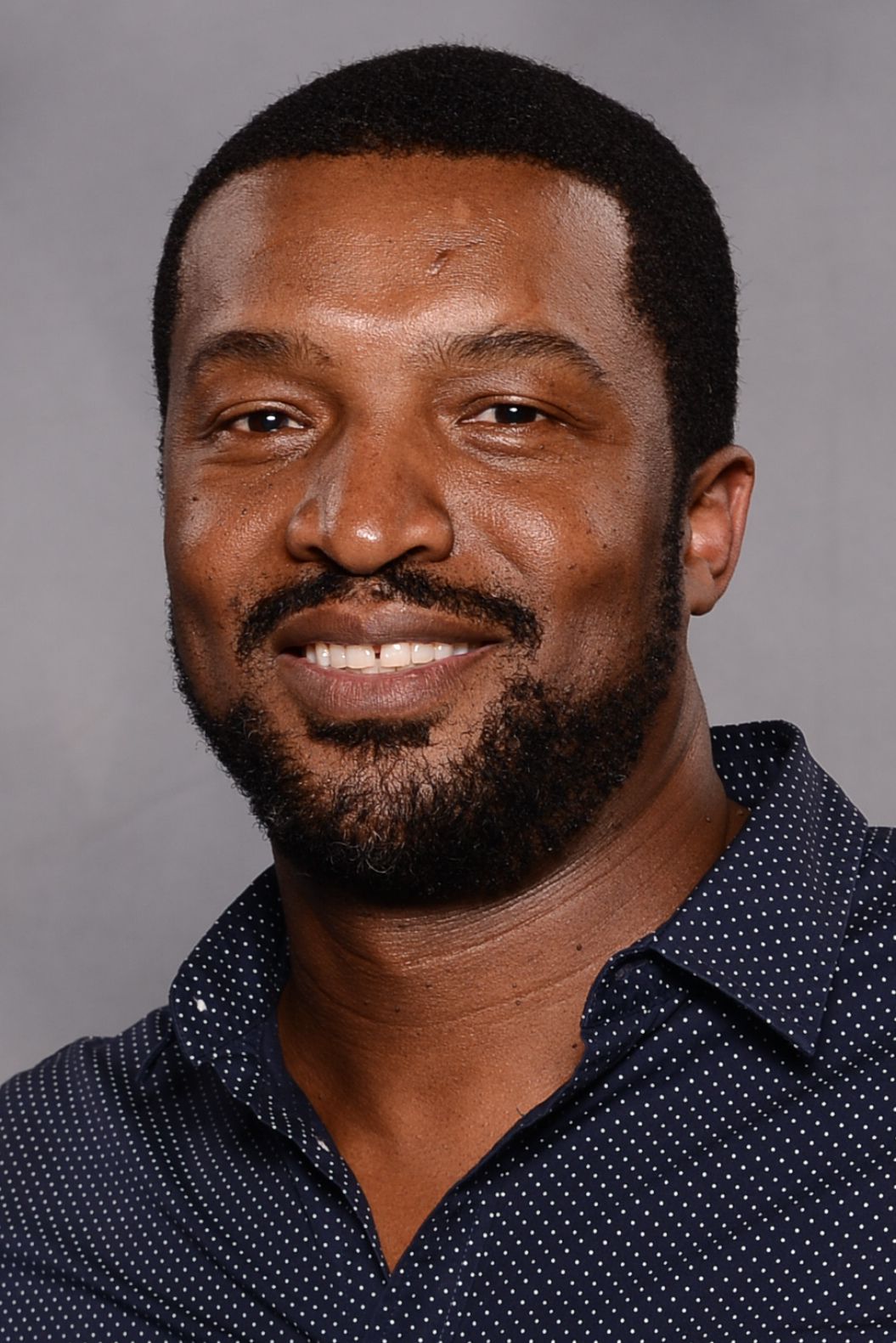
Roger Cross (2017)

Roger R. Cross (* 19. Oktober 1969 in Christiana) ist ein jamaikanisch-kanadischer Schauspieler.

## Leben
Roger R. Cross lebte bis zu seinem elften Lebensjahr in Jamaika, bevor seine Familie nach Vancouver umzog. Er machte einen Abschluss in Luftfahrt und General Studies an der Trinity Western University. Parallel dazu spielte er bereits vereinzelt Theater und begann anschließend sowohl in der Luftfahrt als auch als Stuntman zu arbeiten. Schließlich studierte er Schauspiel an der Breck Academy in Vancouver und konzentrierte sich allein auf seine Schauspielkarriere. Ab Mitte der 1990er Jahre war er vermehrt und regelmäßig in Sprechrollen in Film- und Fernsehproduktionen zu sehen. So spielte er unter anderem in Kinofilmen wie X-Men 2, Riddick: Chroniken eines Kriegers und Der Tag, an dem die Erde stillstand mit. In den letzten Jahren spielte er auch vereinzelt größere Hauptrollen in Fernsehserien wie 24, Continuum und Arrow.
Cross ist mit der deutschen Schauspielerin Josephine Jacob, mit der er zwei gemeinsame Söhne hat, liiert.

## Filmografie (Auswahl)
Film
- 1993: Erdbeben in der Bucht von San Francisco (Miracle on Interstate 880)
- 1994: Killing Stranger (Don’t Talk to Strangers)
- 1994: Der Mann, der niemals starb (The Man Who Wouldn't Die)
- 1994: Ein Herz für mein Baby (The Disappearance of Vonnie)
- 1994: In den Fängen des Killers (Beyond Suspicion)
- 1995: Brutale Exzesse – Skandal in der Navy (She Stood Alone: The Tailhook Scandal)
- 1995: Mord nach der Geburt (The Surrogate)
- 1995: Tatort Schlafzimmer (Dangerous Intentions)
- 1996: Harvey und der Käpt’n (Captains Courageous)
- 1996: Jagdgründe des Verbrechens (The Limbic Region)
- 1997: Asteroidenfeuer – Die Erde explodiert (Doomsday Rock)
- 1997: Free Willy 3 – Die Rettung (Free Willy 3: The Rescue)
- 1998: Agent Nick Fury – Einsatz in Berlin (Nick Fury: Agent of S.H.I.E.L.D.)
- 1998: Die Bombe von Oklahoma City (Oklahoma City: A Survivor’s Story)
- 1998: Die Schreckensfahrt der Orion Star (Voyage of Terror)
- 1999: Aftershock – Das große Beben (Aftershock: Earthquake in New York)
- 1999: Doppelmord (Double Jeopardy)
- 2001: Flammenhölle Las Vegas (Trapped)
- 2001: The Void – Experiment außer Kontrolle (The Void)
- 2002: Liberty Stands Still
- 2003: X-Men 2 (X2)
- 2004: Flug 323 – Absturz über Wyoming (NTSB: The Crash of Flight 323)
- 2004: Riddick: Chroniken eines Kriegers (The Chronicles of Riddick)
- 2005: Wer entführt Mr. King? (King's Ransom)
- 2008: Der Tag, an dem die Erde stillstand (The Day the Earth Stood Still)
- 2008: Mad Money
- 2009: Polar Storm

Serie
- 1994–1998, 2018: Akte X – Die unheimlichen Fälle des FBI (The X-Files, 5 Folgen)
- 1996 Viper (Fernsehserie S2F1 Ein ziemlich guter Start)
- 1997–1998: Stargate – Kommando SG-1 (Stargate SG-1, 2 Folgen)
- 1998–2001: First Wave – Die Prophezeiung (First Wave, 21 Folgen)
- 2001: Andromeda (1 Folge)
- 2002: Taken (3 Folgen)
- 2002: Relic Hunter – Die Schatzjägerin (Relic Hunter, 1 Folge)
- 2002–2003: Just Cause (19 Folgen)
- 2005–2007: 24 (45 Folgen)
- 2008–2009: The Guard (10 Folgen)
- 2010: The Gates (4 Folgen)
- 2010: Chuck (Folge 3x12)
- 2012: Eureka – Die geheime Stadt (Eureka, 3 Folgen)
- 2012–2013, 2015: Arrow (12 Folgen)
- 2012–2015: Continuum (36 Folgen)
- 2013: Rogue (Folge 1x09)
- 2013–2015: Motive
- 2014: Orphan Black (Folge 2x04)
- 2014–2015: The Strain (12 Folgen)
- 2015–2017: Dark Matter (39 Folgen, als Sechs/Griffin Jones)
- 2018: The Rookie (Staffel 2 Folge 14)
- 2019: Coroner – Fachgebiet Mord (Coroner)
- 2022: Murdoch Mysteries – Auf den Spuren mysteriöser Mordfälle (Murdoch Mysteries, 5 Folgen)